# كيرن كرولي
كيرن كرولي (بالإنجليزية: Kieran Crowley)‏ هو لاعب اتحاد الرغبي نيوزيلندي، ولد في 31 أغسطس 1961 في Kaponga ‏ في نيوزيلندا.

## وصلات خارجية
- كيرن كرولي عل موقع إسبنسكروم (الإنجليزية)